# Esperanza Elipe
Esperanza Morales Elipe (Membrilla (Ciudad Real) 11 de juliol de 1961) és una actriu espanyola.

## Biografia
Es va iniciar en teatre a Santa Cruz de Tenerife, en els anys 80.
És llicenciada per la Reial Escola Superior d'Art Dramàtic de Madrid (RESAD) en 1992; des de llavors ha alternat treballs de teatre amb televisió i cinema.
Entre 2005 i 2009 es va fer popular per interpretar a Marimar a la sèrie Camera Café, dirigida per Luis Guridi. Des de 2013 i fins 2014 interpretà a Asun a Vive cantando.

## Premis
- Premi María Guerrero 2007 (Premi de la Villa de Madrid). Ajuntament de Madrid per Café.[3]

## Teatre
- "Hombres que escriben en habitaciones pequeñas" d'Antonio Rojano, Dir. Victor Conde. Para CDN
- "Se Vende" (2018) de Julio Salvatierra
- El florido Pensil (2017)
- Las bicicletas son para el verano, de Fernando Fernán Gómez; dir. César Oliva (2017).
- El clan de las divorciadas, d'Alil Vardar; dir. Cynthia Miranda (2015-2016)
- Locos por el Te. Dir. Quino Falero
- Mujeres de par en par. Dir. Darío Facal
- El jardín de las delicias, de Fernando Arrabal; dir. Rosario Ruiz Rodgers (2011-2012)
- Algo más inesperado que la muerte, d'Elvira Lindo; dir. Josep Mª Mestres (2009)
- La Paz Universal o El Lirio y la Azucena, de Calderón de la Barca; dir. Juan Sanz (2008)
- Café, dir. Javier Yagüe (2004)
- Reyna muy Noble, dir. Guillermo Heras (2004)
- 24/7 (Trilogía de la Juventud III), dir. Javier Yagüe (2003)
- Trampa para un hombre solo, de Robert Thomas; dir. Ángel Fernández Montesinos (2001)
- Las Manos (Trilogía de la Juventud I) dir. Javier Yagüe (1999)
- La heredera (1997), dir. Gerardo Malla (1997)
- Mariana, de José Ramón Fernández Dir. Pablo Calvo
- Las troyanas, d'Eurípides; dir. Eusebio Lázaro (1994)
- Más ceniza, de Juan Mayorga; dir. Adolfo Simón (1994)
- També ha participat en lectures dramátitzades com El deseo atrapado por la cola, de Pablo Picasso, La lengua en pedazos, Job y el jardín quemado, de Juan Mayorga i totes dirigides per Guillermo Heras.

## Televisió
- Justo antes de Cristo (2020)
- La que se avecina (2017; 2019)
- Anclados (2015)
- Vive cantando (2013 - 2014)
- La isla de los nominados (2010)
- Acusados (2009 - 2010)
- ¡Fibrilando! (2009)
- Camera Café (2005 - 2009)
- Flores muertas (2004)
- Javier ya no vive solo (2003)
- Hospital Central (2002)
- El comisario (2002)
- Cuéntame cómo pasó (2001 - 2015)
- Calle nueva (1997)
- Tío Willy (1999)

## Filmografia
- "Lo Nunca Visto" Marina Serezeski
- "Abracadabra" Pablo Berger.
- "La Boda" Marina Serezeski
- Vicenta (c), de Sam Orti (2010)
- L'ultima oportunitá, de Marina Serezeski (2008)
- ¡Energy! No he conocido el éxito (c), de Tina Olivares (2006)
- Teatreros, d'Eduardo Cardoso (2006)
- Pacto de brujas, de Javier Elorrieta (2004)
- Mano de Santo, de Ricardo Aristeo (¿?)